# بيل كوفنتري
بيل كوفنتري (بالإنجليزية: Bill Coventry)‏ هو مجدف نيوزيلندي، ولد في 26 يناير 1967 في هاميلتون في نيوزيلندا.

## وصلات خارجية
- بيل كوفنتري على موقع الاتحاد الدولي للتجديف (الإنجليزية)
- بيل كوفنتري على موقع أوليمبيديا (الإنجليزية)